# Поликл (военачальник Антипатра)
Поликл (др.-греч. Πολυκλῆς) — македонский военачальник IV века до н. э.

## Биография
По предположению В. Геккеля, Поликл мог принимать участие в Восточном походе Александра Македонского и вернуться в Европу вместе с Кратером.
Во время Первой войны диадохов в 321/320 году до н. э. Антипатр с войском переправился в Азию, чтобы сразиться со сторонниками Пердикки. Антипатр оставил Поликла в Европе в качестве своего стратега. Воспользовавшись отсутствием Антипатра, договорившиеся с Пердиккой этолийцы с войском в двенадцать тысяч пеших и четыреста конных воинов под командованием Александра Этолийца предприняли поход в Фессалию. Они осадили локридскую Амфиссу и захватили несколько соседних городов. Поликл выступил против этолийцев, однако в завязавшемся сражении его армия была разбита, а он сам погиб. Из попавших в плен воинов Поликла некоторые были отпущены за выкуп, другие проданы в рабство.